# Distrito electoral federal 32 del estado de México
El XXXII Distrito Electoral Federal del Estado de México es uno de los 300 Distritos Electorales en los que se encuentra dividido el territorio de México para la elección de diputados federales y uno de los 40 en los que se divide el Estado de México. Su cabecera es la ciudad de Xico.
El trigésimo segundo distrito del Estado de México se localiza en la región suroriental del Valle de México. Desde la distritación de 2005 el distrito electoral está conformado únicamente por el municipio de Valle de Chalco Solidaridad. Lo conforman 119 secciones electorales.

## Distritaciones anteriores

### Distritación 1996 - 2005
El Distrito electoral 32 fue creado en 1996, anterior a ello el Estado de México contaba únicamente con 31 distritos, por lo que ha elegido diputado solo a partir de 1997 a la LVII Legislatura.
Entre 1996 a 2005 el territorio del Distrito XXXII fue conformado por los municipios de Valle de Chalco Solidaridad y La Paz. Su cabecera distrital era la ciudad de Xico.

### Distritación 2005 - 2017
Entre 2005 y 2017 en territorio del distrito electoral federal fue reducido y pasó a estar conformado únicamente por el municipio de Valle de Chalco Solidaridad. Su cabecera distrital era la ciudad de Xico.

### Distritación 2017 - 2022
Tras la distritación electoral nacional de 2014-2017 llevada a cabo por el Instituto Nacional Electoral, el territorio del distrito electoral federal fue conformado por el municipio de Valle de Chalco Solidaridad. Su cabecera distrital era la ciudad de Xico.

## Diputados por el distrito
- LVII Legislatura
  - (1997 - 2000): Feliciana Olga Medina Serrano 
  - (2000): Sergio Cruz Aquino
- LVIII Legislatura
  - (2000 - 2003): Salvador Castañeda Salcedo
- LIX Legislatura
  - (2003 - 2006): Isaías Soriano López
- LX Legislatura
  - (2006 - 2009): Alma Lilia Luna Munguía
- LXI Legislatura
  - (2009 - 2012): Miguel Ángel Luna Munguía
- LXII Legislatura
  - (2012 - 2015): Arturo Cruz Ramírez
- LXIII Legislatura
  - (2015 - 2018): Alma Lilia Luna Munguía 
  - (2018): Norma Cecilia Reyes Guerrero
- LXIV Legislatura
  - (2018 - 2021): Luis Enrique Martínez Ventura
- LXV Legislatura
  - (2021 - 2024): Luis Enrique Martínez Ventura
- LXVI Legislatura
  - (2024 - 2027): Luis Enrique Martínez Ventura

## Resultados electorales

### Elecciones de 2024
|  | 65.52 % |

|  | 10.36 % |

|  | 9.38 % |

|  | 5.76 % |

|  | 4.79 % |

|  | 0.07 % |

|  | 4.12 % |

|  | 100.00 % |

|  | 58.24 % |

### Elecciones de 2021
|  | 55.31 % |

|  | 32.59 % |

|  | 3.33 % |

|  | 2.10 % |

|  | 1.57 % |

|  | 1.49 % |

|  | 0.07 % |

|  | 3.54 % |

|  | 100.00 % |

|  | 49.49 % |

### Elecciones de 2018
|  | 53.82 % |

|  | 24.20 % |

|  | 18.40 % |

|  | 0.06 % |

|  | 3.52 % |

|  | 100.00 % |

|  | 63.28 % |

### Elecciones de 2015
|  | 25.07 % |

|  | 22.01 % |

|  | 21.73 % |

|  | 13.54 % |

|  | 4.11 % |

|  | 3.27 % |

|  | 2.34 % |

|  | 2.30 % |

|  | 1.07 % |

|  | 0.11 % |

|  | 4.39 % |

|  | 100.00 % |

|  | 45.47 % |